# 爪哇黄芩
爪哇黄芩（学名：Scutellaria javanica），为唇形科黄芩属下的一个植物种。